# Родригес Карбальо, Хосе
Хосе Родригес Карбальо (исп. José Rodríguez Carballo; род. 11 августа 1953, Лодосело, Сарреаус, Испания) — испанский прелат, францисканец и куриальный сановник. Генеральный министр францисканского ордена с 5 июня 2003 по 6 апреля 2013. Секретарь Конгрегации по делам институтов посвящённой жизни и обществ апостольской жизни с 6 апреля 2013 по 5 июня 2022. Титулярный архиепископ Белькастро с 6 апреля 2013. Секретарь Дикастерии по делам институтов посвящённой жизни и обществ апостольской жизни с 5 июня 2022 по 14 сентября 2023. Коадъютор-архиепископ архиепархии Мериды-Бадахоса с 14 сентября 2023 по 29 июня 2024. Архиепископ Мериды-Бадахоса с 29 июня 2024.